# Marie Paradis
Marie Paradis, född 1778, död 1839, var en savordiansk bergsklättrare. Hon arbetade som tjänare. Hon ingick i den klättringsexpedition som besteg Mont Blanc under ledning av Jacques Balmat 14 juli 1808, och blev därmed den första kvinna som bestigit berget. Hon blev därefter känd som Marie de Mont Blanc.